# Березняги (Рязанская область)
Березняги — село в Скопинском районе Рязанской области, входит в состав Ильинского сельского поселения.

## География
Село расположено на берегу речки Клешня в 11 км на запад от центра поселения села Ильинка и в 31 км на северо-запад от райцентра города Скопин.

## История
Время основания церкви в селе неизвестно, но она уже упоминается в 1734 году. В 1798 году селе построена была деревянная Архангельская церковь с Никольским приделом. В 1899 году началось строительство новой Архангельской церкви, а старый деревянный храм решено было разобрать и продать крестьянам деревни Ново-Александровки.
В XIX — начале XX века село входило в состав Казинской волости Скопинского уезда Рязанской губернии. В 1906 году в селе было 360 дворов.
С 1929 года село являлось центром Березняговского сельсовета Скопинского района Рязанского округа Московской области, с 1932 года — в составе Горловского района, с 1937 года — в составе Рязанской области, в 1946 году — в составе Павелецкого района, с 1959 года — в составе Казинского сельсовета Скопинского района, с 2005 года — в составе Ильинского сельского поселения.

## Население
| 1859 | 1897  | 1906  | 2010 |
| ---- | ----- | ----- | ---- |
| 1395 | ↗2035 | ↗2281 | ↘309 |

## Достопримечательности
В селе находится церковь Михаила Архангела (1899).